# Palazzo dell'Acquedotto Pugliese (Foggia)
Il Palazzo dell'Acquedotto Pugliese di Foggia, o più comunemente chiamato il Palazzo dell'acquedotto, è uno storico edificio di Foggia.

## Storia
Il palazzo venne eretto in stile liberty nel 1926, secondo il progetto dell'ingegnere Cesare Vittorio Brunetti che negli stessi anni progettò, in stile neoromanico, anche il Palazzo dell'Acquedotto Pugliese di Bari, sede legale e di rappresentanza dell'ente.

## Descrizione

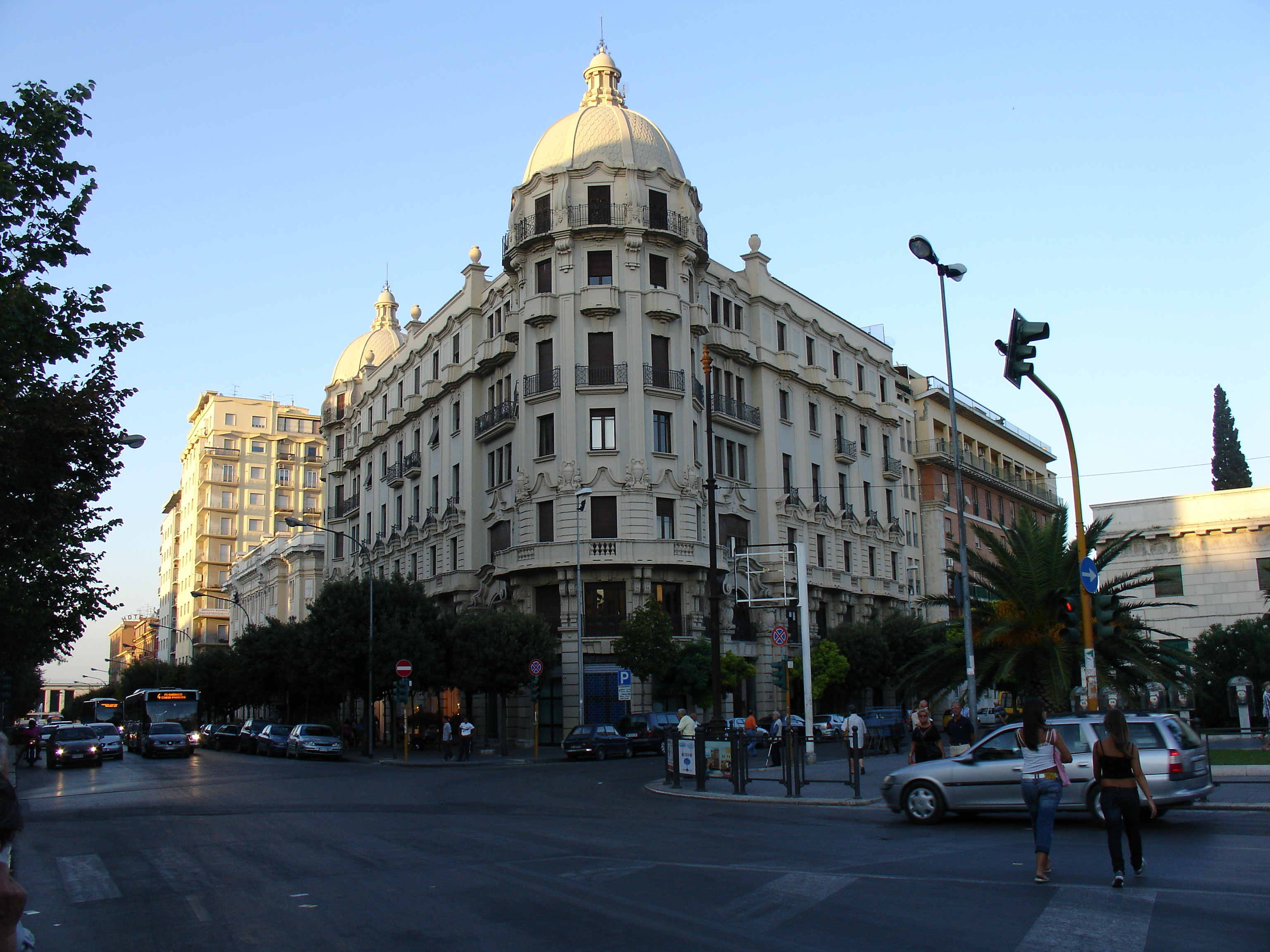
Palazzo visto da Piazza Cavour

Prende il suo nome poiché è la sede foggiana dell'Acquedotto pugliese. Esso ha due ingressi, uno a via Scillitani, dove c'è il primo palazzo e poi uno a via Isonzo, dove c'è il secondo palazzo. Essi si uniscono formando un triangolo, all'interno del quale vi è un cortile. Il palazzo, oltre ad affacciarsi sulle vie dove è costruito, si affaccia su viale XXIV Maggio.
Il palazzo dell'acquedotto è composto da sei piani (quelli più in basso appartengono agli uffici, mentre quelli più in alto appartengono alle famiglie) oltre al piano terra, al terrazzo comune ai due palazzi e al piano sotterraneo, che però si trova nel cortile.
Il palazzo, bianco, è impostato a cortine ed ha numerose decorazioni costruite con il cemento. Ci sono due cupole, sopra il terrazzo, a caratterizzare il palazzo, che si levano dall'incrocio tra via Scillitani e via XXIV Maggio, e dall'incrocio tra via XXIV Maggio e via Isonzo. Tali cupole conferiscono al fabbricato un'impronta neobarocca, in analogia al Palazzo Mincuzzi in via Sparano a Bari.

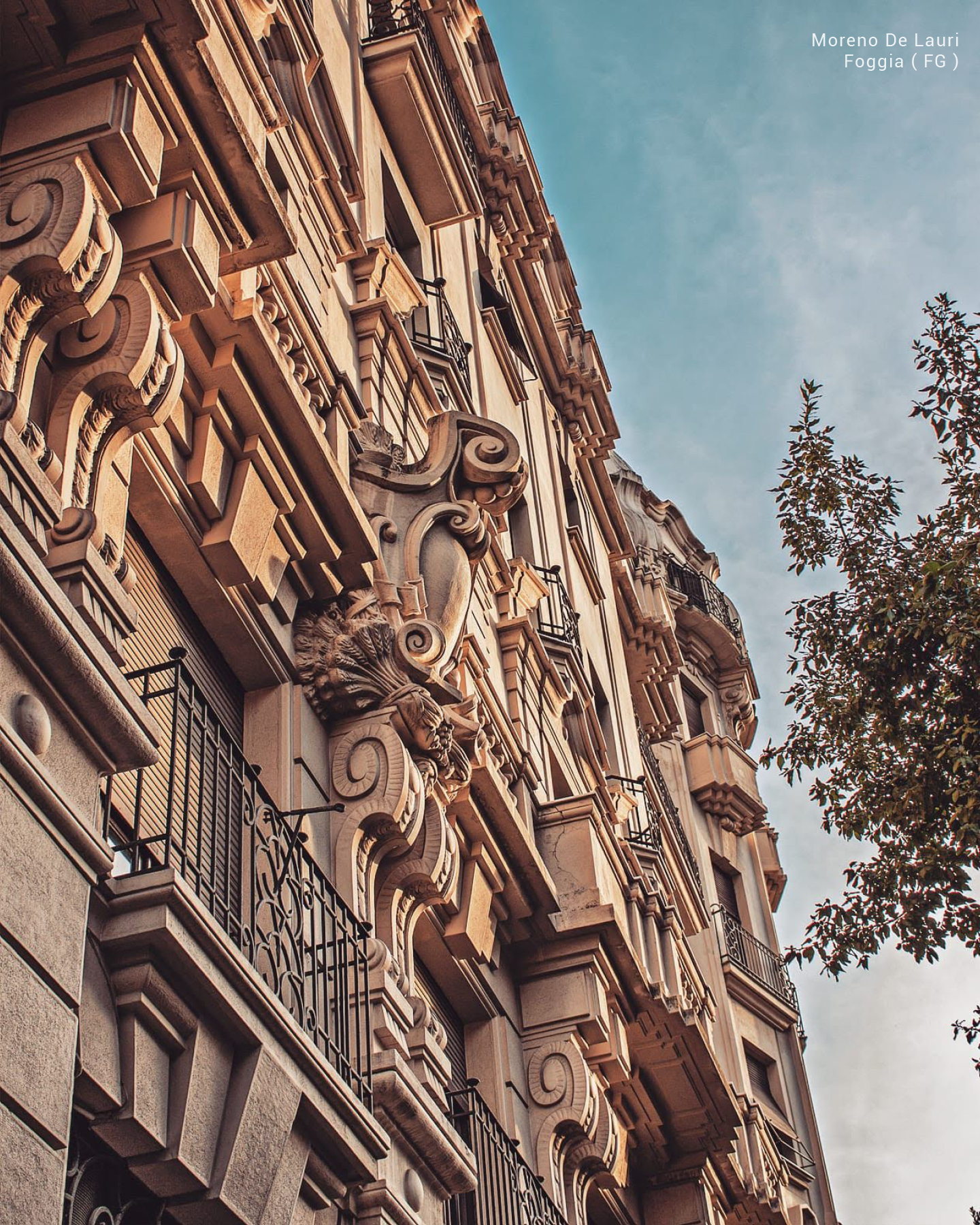
Particolare Palazzo Acquedotto Pugliese, Foggia. Esempio di architettura Liberty.